# Напад на автобус збірної Того з футболу

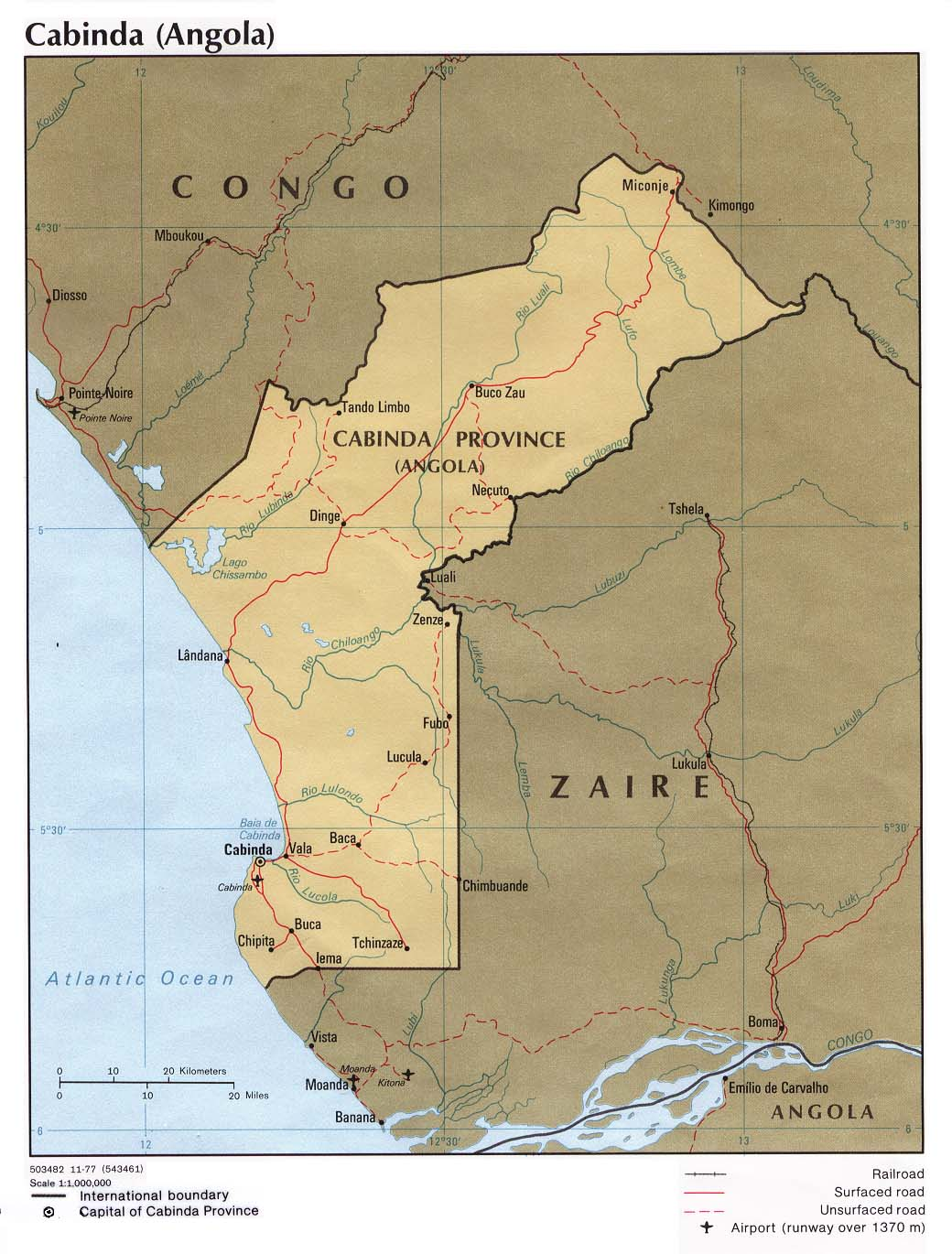
Карта Кабінди

Напад на автобус збірної Того з футболу — терористичний напад на автобус збірної Того з футболу, який стався 8 січня 2010 року, під час того як збірна подорожувала автобусом по ангольській провінції Кабінда на матчі Кубку Африканських Націй 2010 року, який розпочався 10 січня. Відповідальність за інцидент узяла на себе сепаратистське угрупування FLEC (Front for the Liberation of the Enclave of Cabinda).

## Напад
8 січня 2010 року автобус із делегацією збірної Того, в'їхавши в регіон Кабінда, піддався збройному нападу. Практично на місці помер ангольський водій автобуса. Крім нього, різні поранення отримали дев'ять людей із тоголезької делегації, серед них 4 тренери і 2 футболісти. З гравців сильно постраждав захисник Серж Акакпо, якого зачепили дві кулі. Також дісталося голкіперу Коджові Обілале. Всі поранені і постраждалі були доставлені в міський шпиталь.
Відповідальність за інцидент взяла на себе сепаратистське угрупування FLEC (Front for the Liberation of the Enclave of Cabinda), яка давно не дружить з урядом Анголи. Кабінда — напівексклав, частина держави, яка не має спільних кордонів з основною його частиною і оточена територією інших держав (Конго і ДР Конго), а також має вихід до моря. Сепаратистський рух з 60-х років, домагається незалежності Кабінди.

## Наслідки
У Кабінді також перебували збірні Кот д'Івуару, Гани і Буркіна-Фасо. У цих делегацій жодних проблем у регіоні не виникло. Збірна Того свій перший матч мала провести в понеділок 11 січня. Того відмовилась від участі в турнірі; потім гравці вирішили грати, але, за вказівкою уряду Того, збірна полишила турнір, за що отримала дискваліфікацію на два майбутні КАНи, також КАФ оштрафувала федерацію футболу Того на 50 тис. доларів.
Однак 7 травня 2010 року завдяки президенту ФІФА Зеппу Блаттеру рішення про дискваліфікацію збірної Того було відмінено. Команда була допущена як до Кубку африканських націй 2012, так і до наступного розіграшу.